# Colonia de la Isla de Vancouver
La colonia de la Isla de Vancouver (oficialmente conocida como la Isla de Vancouver y sus dependencias), fue una colonia de la corona de la Norteamérica británica desde 1849-1866, tras lo cual se unió con el continente para formar la colonia de la Columbia Británica. La colonia unida se unió al dominio de Canadá a través de la Confederación en 1871. La colonia compuesta por la isla de Vancouver y las islas del Golfo del estrecho de Georgia.

## Establecimiento de la colonia
El capitán James Cook fue el primer europeo que puso pie en la isla de Nutca en 1778, alegando que el territorio pertenecía a Gran Bretaña. Catorce años más tarde, bajo las disposiciones de la Convención de Nutca, España cedió sus derechos a la isla de Vancouver y las islas adyacentes (incluyendo las Islas del Golfo) a los británicos. No fue sino hasta 1843, sin embargo, que el Reino Unido - bajo los auspicios de la Compañía de la Bahía de Hudson (HBC) - estableció un asentamiento en la isla de Vancouver. El acuerdo fue en la forma de un puesto de comercio de pieles originalmente llamado Fort Albert (después Fort Victoria). La fortaleza fue ubicada en las tierras de los pueblos Camosack (Camosun), a 200 metros al noroeste del actual hotel La Emperatriz en el puerto interior de Victoria. La fortaleza fue originalmente conocida como Fort Camosun.
Con la firma del Tratado de Washington en 1846, el HBC determinó que sus derechos de captura en el territorio de Oregon eran tenues. Así, en 1849, se trasladó su sede el oeste de Fort Vancouver en el río Columbia (actual Vancouver, Washington) a Fort Victoria. El jefe de Fort Vancouver , James Douglas, se trasladó al joven puesto comercial para supervisar las operaciones de la Compañía al oeste de las Montañas Rocosas.
Este desarrollo llevó a la oficina colonial británica a designar el territorio una colonia de la corona el 13 de enero de 1849. La colonia fue inmediatamente arrendada por el HBC por un período de diez años, y Douglas fue acusado de fomentar la colonización británica. Richard Blanshard fue nombrada gobernador de la colonia. Blanshard descubrió que el monopolio del HBC sobre los negocios de la nueva colonia era casi absoluta, y que era Douglas quien tenía toda la autoridad práctica en el territorio. No hubo administración pública, ni policía, ni milicia, y virtualmente cada colono británico era un empleado de la HBC. Frustrado, Blanshard abandonó su puesto un año más tarde, de regreso a Inglaterra. En 1851, su renuncia fue concluida, y la oficina colonial nombró a Douglas como gobernador.

## Gobierno de Sir James Douglas
La situación de Douglas al entrar en el cargo, era apenas defendible al principio. Inicialmente, Douglas realizó el acto del equilibrio delicado, así, fomento la creación de una milicia y la liquidación. A mediados de la década de 1850, la población no aborigen de la colonia se acercaba a 500, y las operaciones de aserraderos y minas de carbón se habían establecido en Fort Nanaimo y Fort Rupert (cerca de la actual Port Hardy). Douglas también ayudó al gobierno británico en el establecimiento de una base naval en la actual Esquimalt para comprobar el expansionismo ruso y estadounidense.
Los esfuerzos de Douglas en fomentar la liquidación fueron obstaculizados por los funcionarios coloniales en Londres, que mantuvieron altos precios de la tierra con el fin de alentar la emigración de los británicos más ricos , que recibieron incentivos para llevar a trabajadores con ellos para trabajar las tierras. El resultado fue que la emigración fue lenta, y los trabajadores sin tierra con frecuencia huían de la colonia, ya sea para obtener concesiones de tierras libres en los Estados Unidos, o para trabajar las minas de oro recién descubiertas de California.
En el momento del establecimiento de la colonia, la isla de Vancouver tenía una amplia población de más de 30.000 personas. Douglas completo catorce tratados por separado con las diversas naciones o tribus. Bajo los términos de estos tratados, conocidos hoy como los Tratados de Douglas, las naciones se vieron obligadas a entregar el título a toda la tierra dentro de un área designada, con la excepción de las aldeas y áreas cultivadas, a perpetuidad. También se les dio permiso para cazar y pescar sobre territorios no ocupados. Por estas concesiones, a las naciones se les dio un pago en efectivo de una sola vez de unos pocos chelines cada uno.
Como asentamiento acelerado, el resentimiento hacia el monopolio de la HBC - tanto económico como civil - sobre la colonia se acrecentó. Una serie de peticiones fueron enviadas a la oficina colonial, una de las cuales resultó en el establecimiento de una asamblea colonial en 1855. Al principio, hubo pocos cambios, ya que solo unas pocas docenas de hombres reunieron el requisito de voto de la celebración de veinte o más acres. Por otra parte, la mayoría de los representantes eran empleados de la HBC. Sin embargo, con el paso del tiempo, la franquicia se extendió poco a poco, y el conjunto comenzó a afirmar demandas de un mayor control sobre los asuntos coloniales.
En 1857, los americanos y los colonos británicos empezaron a responder a los rumores de oro en la zona del río Thompson. Casi toda la noche, unos diez o veinte mil hombres se movían en el interior de Nueva Caledonia (Columbia Británica continental), y Victoria se transformó en una carpa-ciudad de los prospectores, comerciantes, agentes-tierra, y especuladores. Douglas - que no tenía autoridad legal sobre Nueva Caledonia - estacionó un cañonero en la entrada del río Fraser a fin de ejercer la autoridad británica mediante la recopilación de licencias de los barcos que intentaban hacer su camino ascendente. Con el fin de ejercer sus facultades legales, y socavando cualquier reclamación de la HBC a la riqueza de los recursos de tierra firme, el distrito se convirtió en una colonia de la corona el 2 de agosto de 1858, con el nombre de Columbia Británica. A Douglas se le ofreció el cargo de gobernador de la nueva colonia, a condición de cortar su relación con el HBC . Douglas aceptó estas condiciones, y durante los siguientes seis años gobernaría ambas colonias.
El resto del mandato de Douglas como gobernador de la isla de Vancouver fue marcado por el aumento de la expansión de la economía y la liquidación, y una mayor agitación tanto para la unión de las dos colonias como para la introducción total del gobierno responsable. También estuvo marcada por disputas de límites ocasionales con los Estados Unidos, la más importante de las cuales fue la guerra del Cerdo en 1859. Esta dio lugar a un enfrentamiento militar a veces tenso ya que los dos países establecieron una guarnición en las islas de San Juan . Hubo una segunda fiebre del oro - la fiebre del oro de Cariboo - y otra vez Victoria experimentó un auge económico como el punto de parada para los buscadores.
El aumento de los conflictos entre Douglas y los reformadores, como Amor De Cosmos, junto con el creciente deseo de los colonos en la Columbia Británica de tener un gobernador residente en su capital New Westminster resultaron en que la oficina colonial convenciera a Douglas de jubilarse en 1864.

## La unión de la isla de Vancouver y Columbia Británica
Douglas fue sucedido como gobernador por Sir Arthur Edward Kennedy, un administrador colonial de carrera que había servido previamente como gobernador de Sierra Leona y el oeste de Australia. Si bien hubo aclamación popular para el nombramiento de un gobernador libre de vínculos con la HBC, Kennedy se reunió inicialmente con recelo y oposición hacia la asamblea colonial, que temía la pérdida de la condición de la isla de Vancouver bajo el creciente poder de la colonia continental. Se resistió a la petición de la oficina colonial para la apropiación permanente de la lista civil a cambio del control de las extensas tierras de la corona en la colonia, y temporalmente retuvieron el salario y la vivienda de Kennedy hasta que hubieran logrado su objetivo. Kennedy se reunió con más oposición con algunos en la asamblea para hablar sobre el plan de unirse con la Columbia Británica. Solo cuando fueron persuadidos los opositores de que esa unión sería para impulsar la maltrecha economía de la colonia la aprobación de la propuesta fue asegurada por la asamblea.
Mientras tanto, Kennedy había logrado algún progreso en romper las barreras sociales de larga data establecidos durante los años de hegemonía de la HBC. En 1865, la Ley de Escuelas Comunes financió la educación pública; y Kennedy reformó la administración pública, la auditoría introdujo el presupuesto colonial, y la mejora de la recaudación de ingresos. Sin embargo, continuó fracasando en sus esfuerzos para convencer a la asamblea para introducir el voto de la lista civil, así como la aplicación de diversas medidas para proteger los derechos y el bienestar de la población aborigen cada vez más presionada. A pesar de su simpatía por la difícil situación de los pueblos indígenas vecinos, Kennedy autorizó el bombardeo naval de los Ahousahts de Clayoquot Sound en 1864 en represalia por el asesinato de la tripulación de un buque mercante. Nueve pueblos Ahousaht fueron destruidos, y trece personas murieron.
Cuando el presupuesto de la colonia colapso de 1865, Kennedy era apenas capaz de mantener la administración a flote hasta la unión de la isla de Vancouver y la Columbia Británica, en octubre de 1866. Con eso, la isla de Vancouver cesó de existir como una colonia separada, convirtiéndose en parte de la Colonia de la Columbia Británica. La capital de la colonia unida sería Victoria.

## Gobernadores de la Isla de Vancouver
- Richard Blanshard (1849-1851)
- James Douglas (1851-1864)
- Arthur Edward Kennedy (1864-1866)

- Datos: Q2510000